# Roger Webb
Roger Webb (Bristol, 7 april 1934 - Londen, 19 december 2002) was een Britse jazzpianist en songwriter.

## Biografie
Zijn songs werden gezongen door Bette Davis, Rex Harrison, Johnny Mathis, Shirley Bassey, Danny Williams en anderen.
Zijn filmwerk omvatte muziek voor films als One Brief Summer (1970), Bartleby (1970), Burke & Hare (1971), Au Pair Girls (1972), Bedtime with Rosie (1974), The Amorous Milkman (1975), What's Up Nurse! (1977), The Godsend (1980), Death of a Centerfold: The Dorothy Stratten Story (1981), The Boy in Blue (1986), He's My Girl (1987) en Riders (1993). Zijn tv-werk omvatte de openingsthema's van Strange Report, Hammer House of Horror, The Gentle Touch en Paradise Postponed en het openingsthema gebruikt van series 2 van George and Mildred. Met Geoff Love leverde hij orkestrale arrangementen voor The Last Will and Testament of Jake Thackray. Hij werkte ook met Dee Shipman aan de musical Emma.

## Discografie
- 1965: A-side, single geproduceerd door Mickie Most

- Biblioteca Nacional de España: XX1050849
- Bibliothèque nationale de France: cb14145081r (data)
- International Standard Name Identifier: 0000 0000 6156 6666
- Library of Congress Control Number: n87878201
- MusicBrainz: 263efec0-b8ef-4f82-af76-a5af917de081
- Nationale Bibliotheek van Israël: 987007357635505171